# 瓜圖索縣
瓜圖索縣（西班牙語：Cantón de Guatuso），是哥斯達黎加的縣份，位於該國西北部，由阿拉胡埃拉省負責管轄，首府設於聖拉斐爾，始建於1970年3月17日，面積758.32平方公里，海拔高度250米，2011年人口15,508人，人口密度每平方公里20.45人。
10°40′0″N 84°49′0″W / 10.66667°N 84.81667°W